# Apalonychus waterhousei
Apalonychus waterhousei är en skalbaggsart som beskrevs av John Obadiah Westwood 1845. Apalonychus waterhousei ingår i släktet Apalonychus och familjen Hybosoridae. Inga underarter finns listade i Catalogue of Life.